# 東洋福音宣教会
東洋福音宣教会（とうようふくいんせんきょうかい）は、日本におけるプロテスタントの福音派の団体。日本福音同盟に加盟している。

## 沿革
1870年頃、ノルウェーにおいてリバイバルが起こり、海外宣教の熱が高まった。ハドソン・テーラーが3人のノルウェー人の要請に応えて、1899年にノルウェーを訪問して宣教報告会をした。その結果、ノルウェー東洋福音宣教会（ノルウェー中国宣教会）が誕生し、主に中国に宣教師を送り始めた。
1949年（昭和24年）に中国の共産化に伴って宣教師は中国から引き上げて、日本宣教を開始した。1951年（昭和26年）にH・インワード宣教師により、日本宣教を目的としたノルウェー東洋福音宣教会と名称を変えた。
1951年にインワードとF・コンズステン、A・アンドースたちは、福島県相馬市を拠点として、原町などで伝道を開始した。そして、1963年に東洋福音宣教会と名称を変更した。
福島県沿岸部と茨城県北部に、10の教会とキリスト教書店、平福音センターを持っている。